# Amanda Coulson

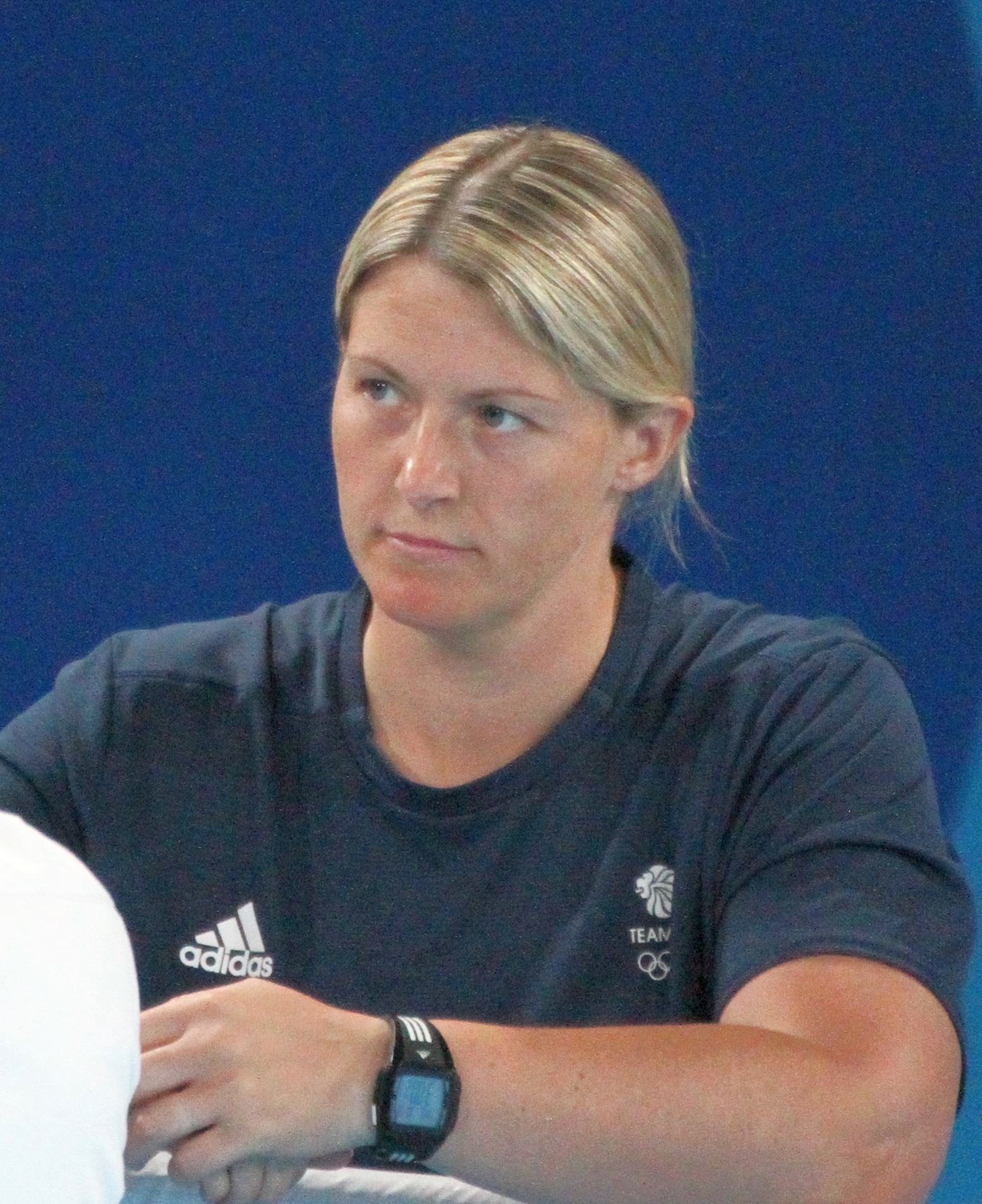
Amanda Coulson als Trainerin bei den Olympischen Jugendspielen 2018

Amanda Coulson (* 15. Oktober 1982 in Hartlepool, Teesside) ist eine englische Boxtrainerin und ehemalige Boxerin. Sie gewann bei internationalen Meisterschaften mehrere Medaillen.

## Werdegang
Amanda Coulson kann man getrost als "die" Pionierin des englischen Frauenboxens bezeichnen. Als Jugendliche spielte sie zwar zunächst Fußball und Basketball, aber bereits 1997 begann sie mit dem Boxen. Es war damals noch gar nicht so einfach einen Boxclub zu finden, bei dem auch Frauen bzw. Mädchen boxen konnten. Schließlich fand sie den Hartlepoor Catholic Amateur Boxing Club, bei dem sie bei Paul Allen das Training aufnehmen konnte. 1999 bestritt sie in Hartlepoor ihren ersten Kampf. Da in England fast keine Gegnerinnen vorhanden waren, ging sie für zwei Jahre nach Schweden und wurde Mitglied des Angered BC. Amanda Poulson ist bei der Polizei in Middlesbrough ganztägig berufstätig und trainiert u. a. auch häufig am English Institut of Sport in Sheffield.
Im Jahre 2004 wurde sie erstmals englische Meisterin in der Gewichtsklasse bis 60 kg Körpergewicht. Dieser Meisterschaft folgten noch drei weitere englische Meistertitel. Sie nahm in diesem Jahr auch erstmals an internationalen Meisterschaften bzw. Turnieren teil. So startete sie 2004 beim Witch-Cup in Budapest und bei der Europameisterschaft der Frauen in Riccione/Italien. Von beiden Veranstaltungen ist ihre Platzierung nicht bekannt, sie kam aber beide Male nicht in die Medaillenränge.
2005 besiegte Amanda Coulson in einem Drei-Länderkampf England gegen Frankreich bzw. Italien Amelie Blary und Elisa Masiero jeweils nach Punkten. Bei der Europameisterschaft 2005 in Tønsberg startete sie in der Gewichtsklasse bis 63 kg, unterlag dort aber im Viertelfinale gegen Larissa Pop aus Rumänien nach Punkten (24:32) und belegte den 5. Platz. 2006 gewann sie beim Maj-Box-Cup in Stockholm in der Klasse bis 63 kg KG mit einem Punktsieg im Finale über Amine Sianbjan aus Schweden (22:13). Bei der Europameisterschaft 2006 in Warschau belegte sie in der gleichen Gewichtsklasse wieder den 5. Platz, weil sie im Viertelfinale gegen Julia Nemzowa aus Russland nach Punkten (8:22) verlor.
Im März 2007 musste Amanda Coulson in Waterford bei einem Länderkampf England gegen Kanada gegen die amtierende Weltmeisterin im Leichtgewicht Katie Taylor eine Abbruch-Niederlage in der 2. Runde hinnehmen. Zwei Monate später gelang ihr dann beim Ahmet-Comert-Turnier in Istanbul ein großer Erfolg, denn sie gewann dieses Turnier in der 63-kg-Klasse und besiegte dabei u. a. Katie Dunn aus Kanada, die russische Meisterin Wera Slugina und Kinga Siwa aus Polen. Bei der Europameisterschaft 2007 in Vejle/Dänemark verpasste sie dann aber mit dem 5. Platz wieder eine Medaille. Sie siegte dort über Katja Penttinen aus Finnland nach Punkten (10:9) und unterlag im Viertelfinale gegen Yvonne Rasmussen aus Dänemark nach Punkten (8:16). Im Dezember 2007 gelang ihr dann bei der EU-Meisterschaft in Lille ein Medaillengewinn. Sie belegte dort nach einer Punktniederlage im Finale gegen Farida al-Hadrati aus Frankreich (3:22) den 2. Platz.
Im Jahre 2008 stand Amanda Coulson beim Ahmet-Comert-Turnier in Istanbul, nachdem sie dort u. a. Jelena Saweljewa aus Russland nach Punkten geschlagen hatte (17:4) wieder im Endkampf. Sie konnte in diesem aber nicht gegen Katie Taylor aus Irland antreten, weil sie sich im Kampf gegen Giry Espersen, Dänemark, den sie nach Punkten gewonnen hatte (25:7) eine Verletzung zugezogen hatte. Bei der EU-Meisterschaft 2008 in Liverpool besiegte sie in der Gewichtsklasse bis 66 kg Körpergewicht Lotte Lien aus Norwegen nach Punkten (7:3), unterlag aber im Finale wieder gegen Farida al-Hadrati (10:13). 2008 startete sie dann auch noch bei der Weltmeisterschaft in Ningbo/Volksrepublik China in der Gewichtsklasse bis 66 kg Körpergewicht. Sie unterlag dort aber gleich in ihrem ersten Kampf gegen die Weltmeisterin Mary Spencer aus Kanada und kam deshalb nur auf den 9. Rang.
2009 pausierte Amanda Coulson bei internationalen Wettkämpfen. Bei den englischen Meisterschaften 2009 musste sie 2009 in der Halbwelter-Gewichtsklasse erstmals eine Niederlage hinnehmen. Sie verlor im Halbfinale gegen Natasha Jonas nach Punkten (8:11) und belegte deshalb den 3. Platz. 2010 gelang ihr aber beim Minoan-Cup in Heraklion/Griechenland in der Leichtgewichtklasse (bis 60 kg KG) ein großer Erfolg, denn sie gewann dieses Turnier mit drei Siegen. Im Endkampf gewann sie dabei gegen Julia Irmen-Göldner aus Deutschland nach Punkten (14:5). Bei der Weltmeisterschaft 2010 in Bridgeport/Barbados erlebte sie dann aber eine arge Enttäuschung, denn sie verlor dort ihren ersten Vorrundenkampf gegen Marzuna Chorajewa aus Tadschikistan nach Punkten (5:8) und landete damit abgeschlagen auf dem 33. Platz. Diese Platzierung zeigt aber gleichzeitig, welch ungeheuren Aufschwung das Frauenboxen in den letzten Jahren genommen hat. In dieser Gewichtsklasse waren bei dieser Weltmeisterschaft nicht weniger als 38 Frauen aus 38 Ländern am Start.

## Internationale Erfolge
| Jahr | Platz     | Wettbewerb                           | Gewichtskl.  | Ergebnis |
| 2004 | unbekannt | Witch-Cup in Pécs/Ungarn             | bis 60 kg KG | |
| 2004 | unbekannt | EM in Riccione/Italien               | bis 60 kg KG | |
| 2005 | 5.        | EM in Tønsberg/Norwegen              | bis 63 kg KG | nach Punktniederlage im Viertelfinale gegen Larissa Pop, Rumänien (24:32) |
| 2006 | 1.        | Maj-Box-Cup in Stockholm             | bis 63 kg KG | nach einem Punktsieg im Finale über Amine Siabjan, Schweden (22:13) |
| 2006 | 5.        | EM in Warschau                       | bis 63 kg KG | nach Punktniederlage im Viertelfinale gegen Julia Nemzowa, Russland (8:22) |
| 2007 | 1.        | Ahmet-Comert-Cup in Istanbul         | bis 63 kg KG | nach Abbruchsieg i.d. 3. Runde über Gulnar Golcek, Türkei und Punktsiegen über Katie Dunn, Kanada (36:16), Wera Slugina, Russland (22:15) u. Kinga Siwa, Polen (25:11)                     |
| 2007 | 5.        | Witch-Cup in Pécs/Ungarn             | bis 63 kg KG | nach Punktniederlage im Viertelfinale gegen Lucie Bertaud, Frankreich (12:19) |
| 2007 | 5.        | EM in Vejle/Dänemark                 | bis 63 kg KG | nach Punktsieg über Katja Penttinen, Finnland (10:9) u. Punktniederlage gegen Yvonne Rasmussen, Dänemark (8:16)                                                                            |
| 2007 | 2.        | EU-Meisterschaft in Lille            | bis 63 kg KG | nach Punktsiegen über Alexandra Berechet, Rumänien (11:6) u. Ann Verheyen, Belgien (18:6) u. Punktniederlage gegen Farida al-Hadrati, Frankreich (3:22)                                    |
| 2008 | 2.        | Ahmet-Comert-Rurnier in Istanbul     | bis 63 kg KG | nach Punktsiegen über Jelena Saweljewa, Russland (17:4), Csilla Csetej, Ungarn (15:5) und Giry Espersen, Dänemark (25:7) und kampfloser Niederlage (Verletzung) gegen Katie Taylor, Irland |
| 2008 | 2.        | EU-Meisterschaft in Liverpool        | bis 66 kg KG | nach Punktsieg über Lotte Lien, Norwegen (7:3) u. Punktniederlage gegen Farida al-Hadrati, Frankreich (10:13(                                                                              |
| 2008 | 3.        | Witch-Sup in Pécs                    | bis 66 kg KG | nach Abbruchsieg i.d. 1. Runde über Sabrina Kirilowa, Bulgarien u. Punktniederlage gegen Marichelle de Jong, Niederlande (10:16)                                                           |
| 2008 | 9.        | WM in Ningbo/Volksrepublik China     | bis 66 kg KG | nach Punktniederlage gegen Mary Spencer, Kanada (4:13) |
| 2010 | 1.        | Minoan-Cup in Heraklion/Griechenland | Leicht       | nach Punktsiegen über Claire Ghabrial, Australien (12:6), Stephanie Walker, Kanada (15:3) und Juli Irmen-Göldner, Deutschland (14:5)                                                       |
| 2010 | 33.       | WM in Bridgeport/Barbados            | Leicht       | nach Punktniederlage gegen Marzuna Chorajewa, Tadschikistan (5:8) |

## Englische Meisterschaften
Amanda Coulson gewann vier englische Meistertitel, den ersten im Jahre 2004. 2007 besiegte sie im Finale Fiona Heyes mit 9:4 Punkten (Kl. bis 63 kg KG); 2009 unterlag sie im Finale gegen Natasha Jonas mit 8:11 Punkten (Halbwelter).

## Trainerin

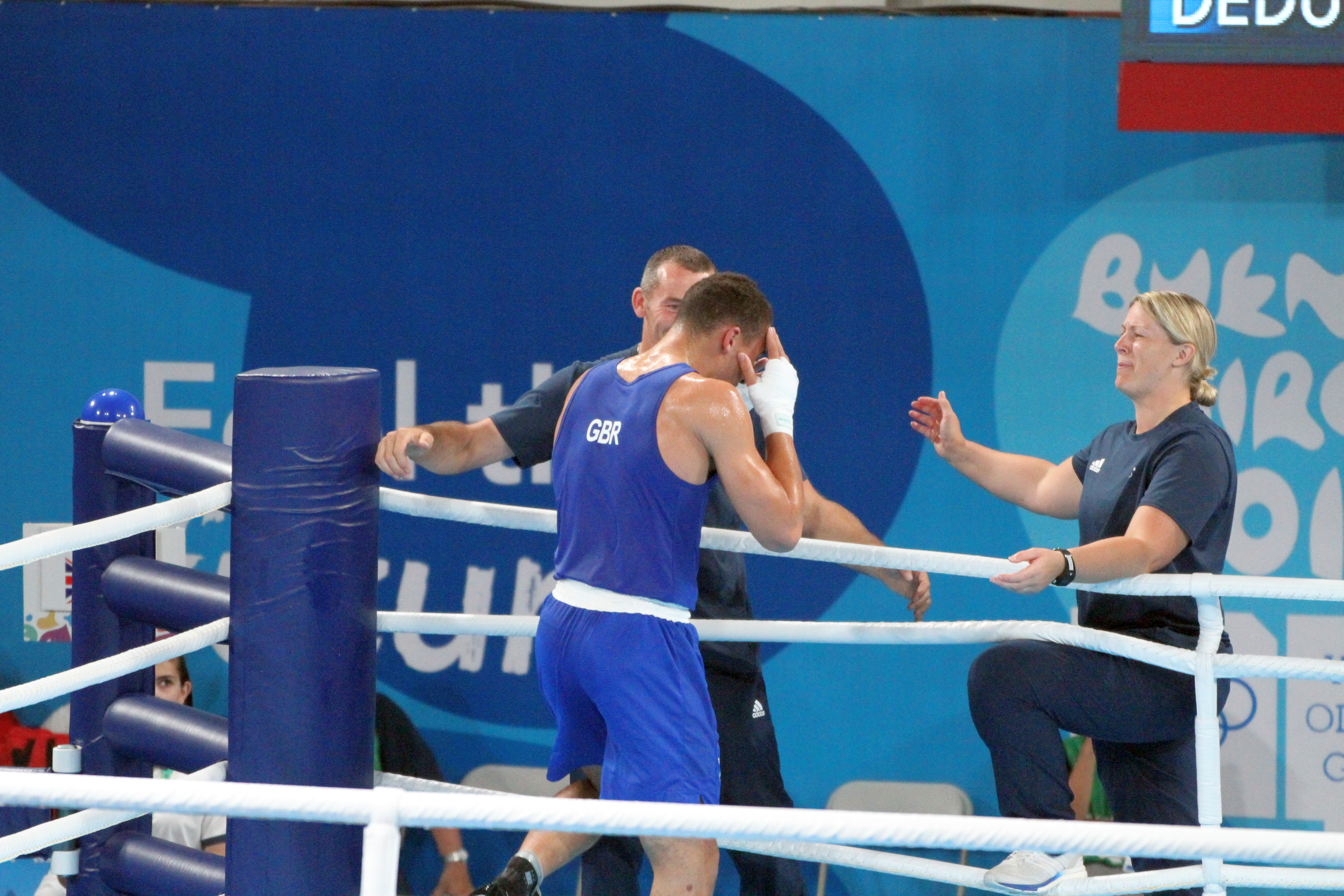
Coulson gratuliert ihrem Schützling Karol Itauma nach dessen Sieg bei den Olympischen Jugend-Sommerspielen

Nach der aktiven Karriere wurde Coulson Boxtrainerin. Bei den Olympischen Jugend-Sommerspielen 2018 in Buenos Aires waren die von ihr betreuten Athleten und Athletinnen nach den Vertretern aus Russland die erfolgreichste Nation. Ivan Hope Price im Fliegengewicht und Karol Itauma im Halbschwergewicht der Jungen sowie Caroline Dubois im Leichtgewicht der Mädchen gewannen die Titel, Hassan Azim im Halbweltergewicht der Jungen die Bronzemedaille.

## Erläuterungen
- WM = Weltmeisterschaft, EM = Europameisterschaft, EU = Europäische Union
- Leichtgewicht, bis 60 kg, Halbweltergewicht, bis 64 kg Körpergewicht
- bis zum Jahre 2008 gab es bei den Frauen eine eigene Gewichtsklasseneinteilung; seit 2009 ist diese Einteilung analog der der Herren